# Marcien
Vous lisez un « article de qualité » labellisé en 2023.
Pour l’article ayant un titre homophone, voir Martien.
Pour les articles homonymes, voir Marcien (homonymie).
Marcien, de son nom d'empereur (en latin) Flavius Marcianus Augustus, né vers 395 en Thrace ou en Illyrie et mort le 27 janvier 457, est à la tête de l'Empire romain d'Orient de 450 à 457, succédant à Théodose II après avoir épousé Pulchérie, sœur de l'empereur défunt et régente.
Ses origines sont assez mal connues. Son père est militaire et, très jeune, perpétuant la tradition familiale, Marcien s'engage dans l'armée. Il sert comme lieutenant (domesticus) auprès des généraux Aspar et son fils Ardabur, durant près de quinze ans. Après la mort de Théodose II le 28 juillet 450, il est le candidat d'Aspar pour le trône impérial. Le général barbare détient alors une grande influence politique et, après un mois de négociations, parvient à imposer Marcien à la tête de l'Empire. Celui-ci épouse Pulchérie, la sœur de Théodose. L'influent Flavius Zénon pourrait avoir été impliqué dans les négociations. Le 25 août 450, Marcien est proclamé empereur d'Orient.
Il revient sur un certain nombre de décisions de Théodose II, notamment dans les relations avec Attila ou en matière religieuse. Il révoque les concessions faites aux Huns, notamment le paiement du tribut et, en 452, Attila pille l'Italie alors que l'Empire romain d'Occident est en pleine déliquescence. Marcien réagit par l'envoi de troupes au-delà du Danube, battant les Huns sur leurs propres terres. Attila, dont les troupes souffrent de la famine, se retire d'Italie en échange d'un important tribut versé par l'Empire d'Occident. Après la mort d'Attila en 453, Marcien profite de la dislocation de l'Empire hunnique en plusieurs royaumes rivaux pour en faire des alliés des Romains au travers d'un fœdus.
En matière religieuse, il convoque le concile de Chalcédoine, qui réaffirme la double nature de Jésus-Christ, alors que de nombreuses controverses agitent le monde chrétien à ce sujet. Dans les provinces orientales, la diffusion du monophysisme qui s'oppose à cette conception affaiblit l'unité de l'Empire.
Marcien meurt le 27 janvier 457 et laisse l'Empire d'Orient dans une bonne situation financière qui contraste avec les grandes difficultés économiques que traverse l'Empire d'Occident. Après sa mort, Aspar fait nommer comme empereur Léon Ier au détriment du beau-fils de Marcien, Anthémius.

## Origines

Carte de la division de l'Empire romain vers 400.

Marcien naît vers 392, soit en Thrace, soit en Illyrie, à la fin du règne de Théodose le Grand, dernier empereur à régner sur l'Empire romain entier pendant les trois dernières années de son règne (392-395). Après Théodose, l'Empire d'Orient est dirigé par Arcadius (de 395 à 408), puis par Théodose II (de 408 à 450), l'Empire d'Occident par Honorius (de 395 à 423), puis par Valentinien III (de 425 à 455).
On sait peu de choses de ses premières années. Son père sert dans l'armée de l'Empire d'Orient. Marcien s’enrôle lui-même très jeune à Philippopolis, en Thrace (actuelle Plovdiv en Bulgarie). Il a deux frères, Ilius et Tatianus, qui sous son règne, seront respectivement préfet du prétoire d'Illyrie et préfet de Constantinople),,,.
Sur le plan physique, le chroniqueur Jean Malalas (491-578) le décrit comme grand, et affecté d'une boiterie.
Son ascension sociale témoigne du rôle de l'armée dans la promotion d'hommes d'origine modeste dans les premiers temps de l'Empire d'Orient.

## Carrière dans l'armée romaine (421-450)
Au moment de la guerre de 421-422 contre les Perses Sassanides, Marcien a probablement atteint le grade de tribun militaire. Théophane le Confesseur (759-817) indique en effet qu'il dirige une unité militaire. Mais, tombé malade en Lycie, il ne prend pas part aux combats et est pris en charge par ses frères le temps de son rétablissement. Marcien est ensuite aide de camp (domesticus) d'Aspar, général en chef (magister militum) de l'Empire d'Orient. Malgré ses origines germaniques, celui-ci a une grande influence politique dans l'empire, comme Stilicon à l'époque d'Honorius et Ricimer dans les années 450 et 460, ce qui est probablement le facteur principal de l'ascension de Marcien,,. Les généraux d'origine barbare ne peuvent en effet en aucun cas porter le titre impérial d'Auguste, mais ils peuvent soutenir un Romain de leur choix.
Au début des années 430, Marcien accompagne Aspar dans une campagne (conjointe entre Occident et Orient) contre le royaume vandale d'Afrique et est fait prisonnier par les Vandales. Cette période de captivité donne lieu chez les auteurs antiques à une légende impliquant le roi des Vandales Genséric (de 428 à 477). Selon Évagre le Scholastique et Procope de Césarée, il aurait rencontré Genséric, qui lui aurait prédit sa destinée impériale après l'avoir retrouvé évanoui en plein soleil à l'ombre d'un aigle posé près de lui. Théophane le Confesseur rapporte une anecdote analogue, mais qui aurait eu lieu lors de sa maladie en Anatolie. Dans la même veine, Évagre mentionne un autre épisode selon lequel Marcien, ayant découvert un soldat assassiné et risquant d'en être tenu pour responsable, aurait échappé à toute condamnation grâce à la divine providence. Tous ces récits sont des classiques de l'historiographie impériale, rédigés après son avènement afin de le légitimer a posteriori.
Après cette période de captivité, Marcien n'apparaît plus dans les sources antiques jusqu'à la mort de Théodose II.

## ThéodoseII(408-450) face aux Vandales et aux Huns

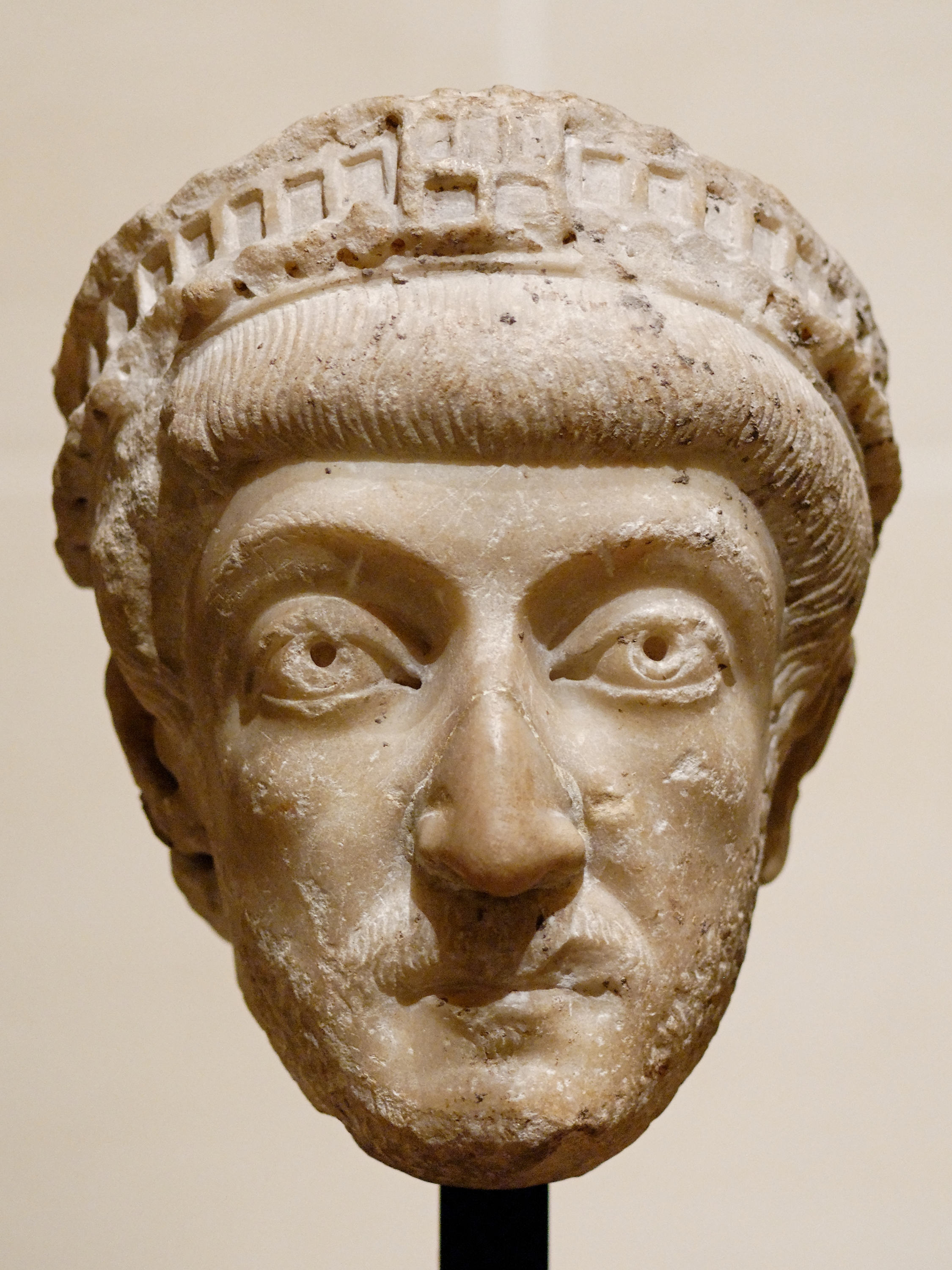
Tête de Théodose II. Conservée au musée du Louvre.

L'empereur d'Orient Valens subit en 378 une défaite face aux Wisigoths, entrés dans l'Empire pour se mettre à l'abri des Huns. Ils parcourent ensuite les territoires d'Orient, puis sont évacués vers l'Occident où ils mettent Rome à sac en 410, puis créent le royaume de Toulouse (418). D'autres Germains déstabilisent l'Empire d'Occident sous le règne d'Honorius, notamment les Suèves et les Vandales, qui franchissent le Rhin en décembre 406.
Lorsque les Vandales atteignent l'Afrique en 429, menaçant Carthage, Théodose II décide d'intervenir en soutien à Valentinien III. Durant l'été 431, il envoie d'une expédition sous le commandement d'Aspar. Mais l'arrivée des Huns (alliés à plusieurs peuples barbares, notamment les Ostrogoths et les Alains) dans les plaines au nord du Danube crée une menace directe pour l'Empire d'Orient. En 431, les rois des Huns envoient à Constantinople des ambassadeurs qui réclament le paiement d'un tribut. Théodose accepte de verser un montant annuel de 160 kg d'or.
En 434, les armées de l'Empire d'Orient sont toujours aux prises avec les Vandales, mais la situation en Afrique est très mauvaise. Les Huns en profitent pour demander le doublement du tribut, ce que Théodose accepte par le traité de Margus afin de prévenir une offensive dans les Balkans. L'année 434 voit aussi l'avènement d'Attila, qui va se révéler plus redoutable que ses prédécesseurs.
Le 19 octobre 439, les Vandales prennent Carthage. Les deux empereurs romains tentent une grande contre-offensive. Au cours de l'automne 440, une flotte de plus de 1 000 navires fait voile depuis Constantinople vers l'Afrique, ce qui représente une prise de risque considérable pour Théodose. Il espère alors que le limes danubien est suffisamment puissant pour soutenir une offensive hunnique, jusqu'à ce qu'on puisse envoyer des renforts. Les Huns prennent l'offensive en 441, sans que les raisons exactes soient connues. Les velléités bellicistes de l'évêque de Margus ont notamment été évoquées comme cause. Attila franchit le limes et mène des actions contre plusieurs villes importantes de la région (Viminacium, Singidunum et Sirmium). Théodose rappelle alors Aspar et lance une contre-attaque, mais l'armée romaine subit une lourde défaite lors de la bataille de l'Utus en 447, ce qui permet à Attila de négocier en position de force. L'empereur en revient au paiement d'un tribut annuel, jusqu'à sa mort en 450,.

## Avènement de Marcien (450)

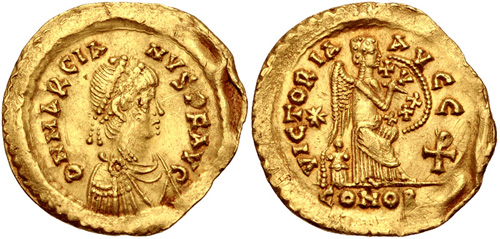
Semissis représentant Marcien de profil. A l'avers figure une représentation de la Victoire, elle aussi de profil et accompagnée d'un staurogramme (ou chrisme) en bas à droite.

### Mort de Théodose (28 juillet) et crise de succession
En 450, Théodose meurt brutalement d'une chute de cheval, sans avoir d'héritier désigné. L'Empire d'Orient connaît alors sa première crise de succession depuis le règne de Théodose le Grand. Certaines sources ultérieures affirment qu'il aurait nommé Marcien comme successeur sur son lit de mort, mais ce récit vise probablement à conforter la légitimité de Marcien. Marcien est alors au service d'Aspar et de son fils, Ardabur, depuis environ quinze ans. C'est donc un homme de confiance qu'Aspar décide de promouvoir afin de servir ses intérêts. Pendant un mois, il négocie avec les grands dignitaires impériaux (notamment le général Zénon) pour défendre son choix ainsi qu'avec la sœur de Théodose II, Pulchérie. Aucun empereur n'est désigné jusqu'à ce qu'Aspar obtienne gain de cause et que Pulchérie accepte d'épouser Marcien, mariage qui permet à Marcien d'être associé à la lignée de Théodose le Grand et de consolider sa place sur le trône.
Pulchérie exige que Marcien abandonne la politique religieuse de son frère et convoque un concile. En effet, très pieuse, elle est aussi hostile au monophysisme. D'autre part, ayant fait vœu de chasteté à l'âge de quatorze ans, elle n'envisage pas de renoncer à son vœu. Le rôle de la sœur de Théodose, souligné notamment par Kenneth Holum, atteste de la place des femmes comme continuatrices d'une légitimité dynastique privée de représentants masculins, même si son rôle doit s'analyser au sein du jeu de pouvoir alors à l’œuvre à la cour impériale et que son influence dans les années à venir demeure réduite.

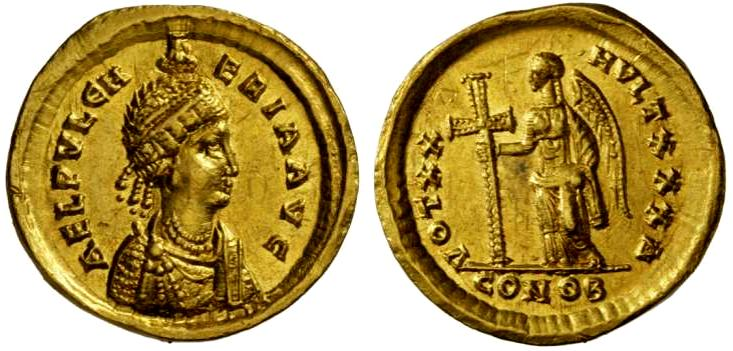
Solidus représentant Pulchérie de profil, accompagnée de la personnification de la Victoire à l'avers.

Plus largement, les historiens ne s'accordent pas toujours sur les rôles des uns et des autres dans la promotion de Marcien, mettant l'accent sur Pulchérie, Zénon, Aspar ou une collusion plus ou moins forte entre les trois,. L'historien Doug Lee a émis l'hypothèse que les négociations auraient été menées entre Aspar et Zénon. À l'arrivée de Marcien sur le trône, Zénon se voit conférer la dignité de patrice, ce qui suggère qu'il a dû joué un rôle important, en renonçant peut-être lui-même au trône. Cette thèse est aussi soutenue par Constantin Zuckerman. Mais son rôle restera limité, puisqu'il meurt l'année suivant. Quant à Ardabur, il devient maître des milices de la préfecture du prétoire d'Orient.
Proclamé empereur le 25 août devant l'armée et le Sénat de Constantinople, Marcien prend pour nom d'empereur Imperator Caesar Flavius Marcianus Augustus. Contrairement à ce que rapporte la tradition byzantine ultérieure, il n'est pas couronné par le patriarche de Constantinople, la cérémonie du couronnement débutant avec le règne de son successeur. Néanmoins, quand il annonce son intronisation au pape, il écrit qu'il a été élu par décret divin.

### Premières mesures: inflexion des relations avec Attila
Un changement de politique intervient très vite en ce qui concerne les relations avec Attila. L'eunuque Chrysaphios, spathaire de l'empereur défunt, auprès de qui il a exercé une grande influence, est assassiné ou exécuté au bout de quelques jours. Marcien revient sur les concessions aux Huns et s'implique plus fortement que Théodose dans les affaires religieuses. Si Constance Head estime qu'il agit de son propre chef et que Lee affirme qu'il est bien plus capable de s'imposer que d'autres empereurs de la même époque, il estime néanmoins que les premières décisions de Marcien laissent entrevoir l'influence de Zénon et de Pulchérie. Pulchérie, Zénon et Aspar ne partagent en effet pas les vues conciliantes de Théodose II. Cependant, le choix d'une ligne dure contre les Huns pourrait aussi être une façon d'affirmer une forme de solidarité envers l'Empire d'Occident afin d'obtenir la reconnaissance de son titre impérial par Valentinien III, descendant de Théodose le Grand par sa mère Galla Placidia.

## Politique étrangère
La politique étrangère de Marcien a fait l'objet de nombreux commentaires, car ses actions se situent à un moment charnière dans l'histoire de l'Empire romain, du fait l'affaiblissement de plus en plus prononcé de l'Empire d'Occident, dont le territoire est pour la plus grande part occupé par des royaumes germaniques dont certains ont un statut de fédéré (Wisigoths, Francs saliens) et d'autres non (Vandales, Suèves).
Marcien est parfois loué pour sa fermeté face aux Huns et sa prudence sur d'autres fronts. L'historien Robert Hohlfelder souligne la manière dont il incarne les valeurs militaires romaines par sa carrière et sa posture combattive face aux adversaires de l'Empire. Mais d'autres historiens ont une vision plus contrastée, comme Edward Thompson, qui considère que son attitude face aux Huns était particulièrement risquée et, d'autre part, qu'il a bénéficié de circonstances favorables plus que fait preuve d'un réel sens stratégique aiguisé.

### Relations avec les Huns

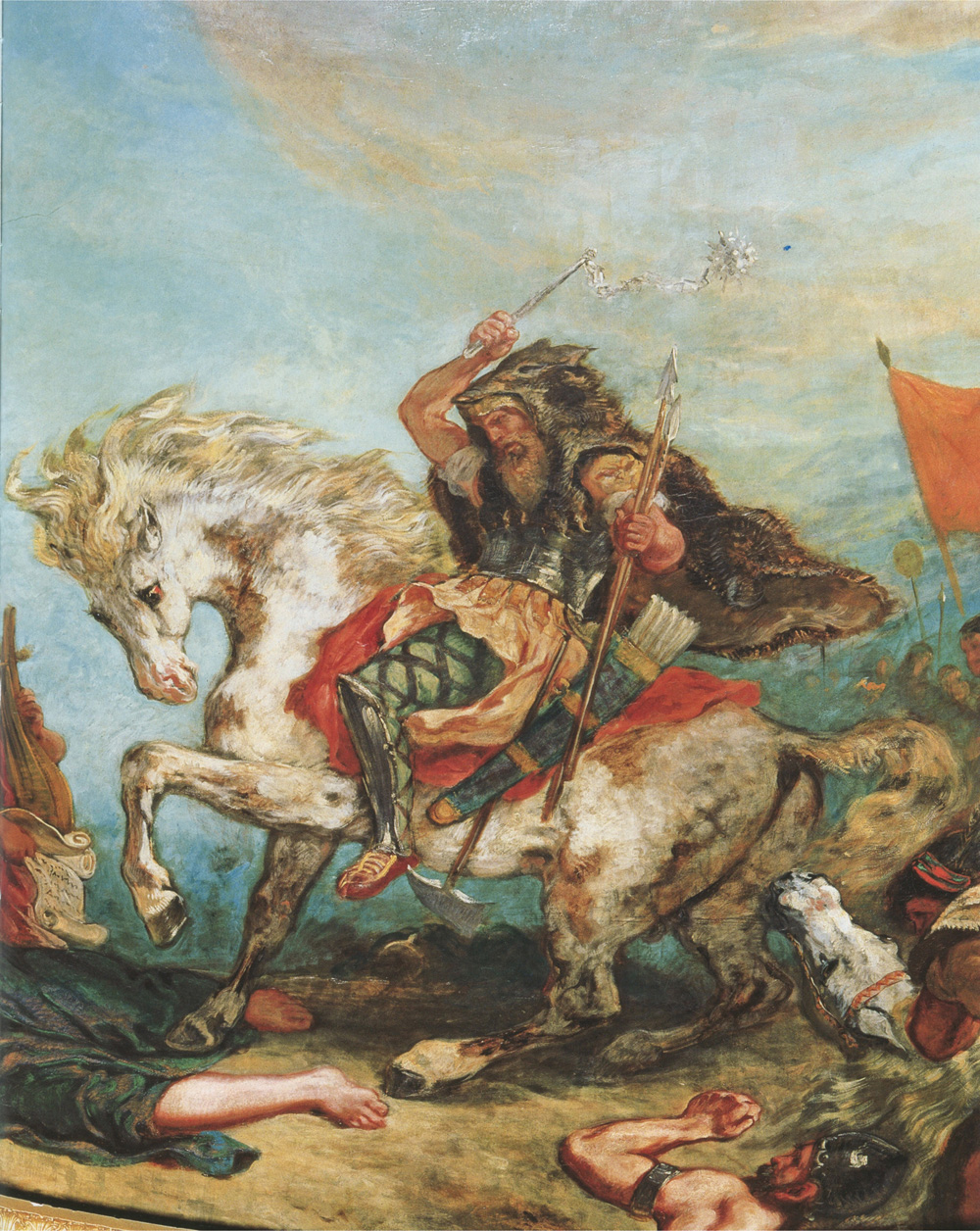
Attila suivi de ses hordes barbares foule aux pieds l’Italie et les Arts, vue d'artiste romantique, Eugène Delacroix, 1847.

La révocation presque immédiate du traité de Margus a des conséquences rapides. Alors que Marcien affirme qu'il est prêt à envoyer des cadeaux à Attila si celui-ci se montre amical et pacifique, il n'exclut pas des représailles en cas d'attaques et le lui fait clairement savoir. Attila est alors engagés dans des préparatifs en vue d'une offensive dans l'Empire d'Occident, prétendument pour une campagne de soutien à Valentinien III contre les Wisigoths. Il réagit vivement aux décisions de Marcien, mais ne renonce pas à ses plans contre l'Occident, dont le système défensif est très fragile par rapport à celui de l'Orient. Son armée est formée de Huns, mais aussi de nombreux Germains
Parti de Pannonie, il franchit le Rhin au printemps 451 dans la région de Cologne et remonte la vallée de la Moselle, s'emparant notamment de Metz après un siège, puis se dirigeant vers Orléans (à la limite du royaume wisigoth de Toulouse), devant laquelle il met le siège. Le commandant en chef de l'Empire d'Occident, Aetius, rassemble ses alliés, notamment les Wisigoths de Théodoric Ier , et d'autres contingents germains. Menacé par l'armée d'Aetius, Attila lève le siège d'Orléans et reprend la route vers le nord, mais Aetius lui impose le combat dans la région de Troyes et l'emporte à la bataille des champs Catalauniques, durant laquelle Théodoric est tué. Attila est contraint de quitter la Gaule mais il n'est pas poursuivi, la coalition d'Aetius se disloquant après la victoire.

Le monde méditerranéen à l'avènement de Marcien, faisant figurer l'Empire hunnique aux frontières des empires romains.

Au printemps 452, Attila lance une nouvelle offensive en Italie, faiblement défendue. Avec ses troupes insuffisantes, Aetius ne peut faire mieux que de harceler les lignes de communication de son adversaire. Attila prend la ville d'Aquilée après un long siège et la met à sac. Il pille ensuite le nord de la péninsule, s'emparant de Milan et de plusieurs autres villes (Padoue, Vérone). Les Romains craignent qu'il s'empare de Ravenne, où se trouve Valentinien, voire Rome dont les murailles sont peu dissuasives. Malgré ses succès, Attila est pourtant dans une situation précaire. Il manque d'argent pour poursuivre son action car il ne reçoit plus de tributs des deux Empires depuis deux ans. En outre, il est menacé sur ses arrières par l'armée de Marcien, qui intervient en Pannonie au cours de l'année 452. Il est possible que cette action ait été coordonnée avec l'Empire d'Occident, en échange de la reconnaissance du titre impérial de Marcien par Valentinien. Ce sont précisément les Ostrogoths et les Gépides qui sont touchés, deux peuples inféodés aux Huns, mais prêts à se révolter. Plus encore, cette région sert à l'approvisionnement des troupes d'Attila, qui commencent à manquer de vivres, d'autant que l'Italie elle-même est frappée par la famine. Valentinien III envoie alors une ambassade à Attila, conduite par le pape Léon Ier.  
Attila accepte de se retirer, en échange d'une importante quantité d'or. Revenu en Pannonie, Attila envisage de s'en prendre de nouveau à l'Empire d'Orient en 453, mais Marcien et Aspar refusent de négocier. Ils savent que même la promesse d'une grande quantité d'or ne peut les préserver de raids à venir car Attila a déjà rompu plusieurs traités. Ils préfèrent donc utiliser cette manne pour renforcer l'appareil militaire, d'autant que les provinces les plus riches, en Asie et en Afrique, sont peu exposées aux assauts des Huns. Un tournant intervient quand Attila meurt de façon inattendue au début de 453. Quelques historiens comme Michael Babcock ont avancé l'idée d'un assassinat d'Attila commandité par Marcien, mais aucune preuve solide ne garantit avec certitude cette assertion.
La mort d'Attila a des effets rapides : l'empire hunnique se disloque, notamment à la suite de la rébellion des Ostrogoths,. Le roi gépide Ardaric conclut un accord avec Marcien alors qu'il vient de se coaliser avec les Ruges, les Skires et les Hérules pour combattre ce qu'il reste de la confédération hunnique. Allié avec les Ostrogoths Thiudimir, Valamir et Vidémir, il vainc les forces du fils aîné d'Attila, Ellac, lors de la bataille de la Nedao en 455,.
Marcien négocie alors avec les Ostrogoths installés à la place des Huns dans les anciennes provinces de Pannonie Prima et de Pannonie Valéria. Il les reconnaît comme peuple fédéré, acceptant par là l'abandon de la frontière danubienne. Les Ostrogoths remplacent peu à peu les lètes, groupes barbares chargés de la défense de cette frontière mais intégrés au sein de l'Empire. Le statut de Fédéré, plus souple, n'entraîne qu'une subordination nominale au pouvoir romain qui cède ses provinces les plus exposées : elles constituent un glacis protecteur de ses possessions balkaniques. Pour l'Empire d'Orient, c'est un moyen de garder une influence grâce aux rivalités entre différents peuples et de bénéficier d'alliés mobilisables en cas de guerre.

### Relations avec les nomades d'Arabie et de Nubie
Marcien ne mène plus que des batailles mineures face aux incursions des Arabes en Syrie ou des Blemmyes en Égypte,,. Ces derniers cherchent alors notamment à se garantir un accès à l'île sacrée de Philæ et obtiennent de pouvoir maintenir leurs processions en l'honneur d'Isis, malgré les restrictions grandissantes des cultes païens au sein de l'Empire romain.

### Relations avec les Sassanides et avec les royaumes caucasiens
En Arménie, Vardan II Mamikonian, en rébellion contre les Sassanides, envoie une ambassade à Constantinople en 450 peu avant la mort de Théodose II. Ce dernier répond favorablement à la demande d'aide des Arméniens, mais sa mort modifie la situation. Marcien, conseillé par le diplomate Anatolius et le patrice Florentius décide d'éviter un conflit avec les Sassanides, dont le coût pourrait être exorbitant. Il n'intervient donc pas aux côtés des Arméniens,. Toujours dans le Caucase, le roi Gubazès Ier de Lazique, vassalisé par les Romains, tente en 456 de s'allier aux Sassanides. Marcien réagit en envoyant une armée qui envahit la Lazique et rétablit le contrôle de l'Empire d'Orient. En 455, Marcien fait interdire l'exportation d'armes aux peuples barbares, ainsi que de tout outil qui permettrait d'en créer,.

### Relations avec l'Empire d'Occident

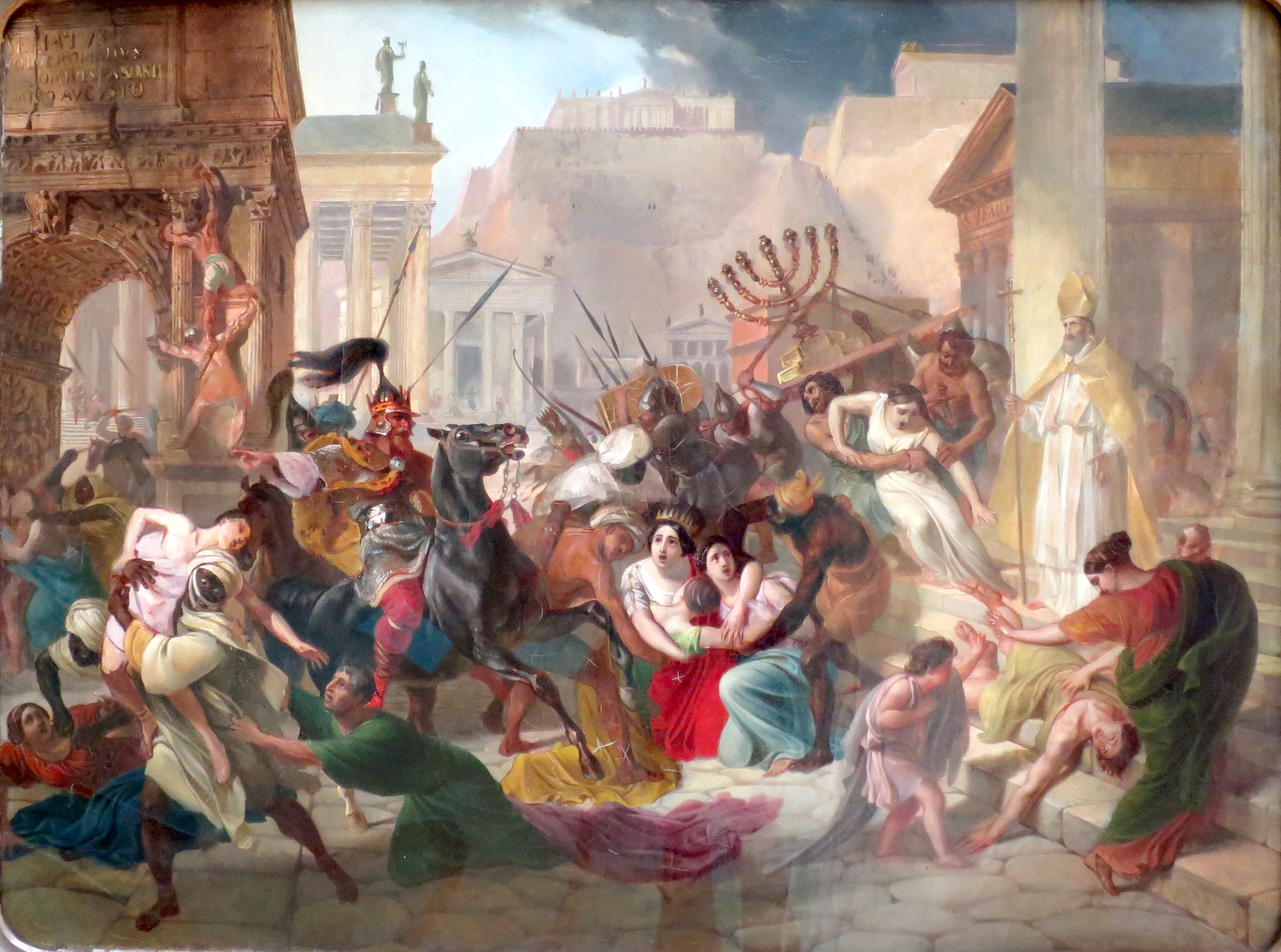
Le sac de Rome représenté au XIX par Karl Brioullov. Toile conservée à la galerie Tretiakov.

Au moment de l'intronisation de Marcien, Valentinien III n'est pas consulté, ce qui témoigne d’une séparation accrue entre les deux entités romaines,. Malgré tout, Valentinien reconnaît Marcien à une date non connue avec certitude (mars 451 pour Timothy Gregory, mars 452 pour Doug Lee). Selon Jean d’Antioche, il aurait envisagé de déposer Marcien, mais Aetius s’y serait opposé. En outre, l’empereur d’Occident ne reconnaît pas les nominations des consuls d’Orient en 451 et 452.
Hydace de Chaves écrit que Marcien met à disposition des troupes pour contenir les Huns, en nommant à leur tête un général du nom d'Aetius. Il s'agit probablement d'une confusion entre la campagne d'Aetius en Gaule et celle de Marcien sur le Danube. Cela n'empêche pas de soutenir la thèse d'une intervention militaire de l'Empire d'Orient en 452, sur les arrières des Huns et en lien avec la reconnaissance impériale de Valentinien, même si certains historiens comme Walter Burgess rejettent cette hypothèse. Les relations se distendent un peu quand Marcien cède une partie de la Pannonie aux Ostrogoths et la région de Tisza aux Gépides. Il est alors accusé d'empiéter sur les frontières de l'Empire d'Occident mais la préoccupation première de l'Empire d'Orient est alors de sécuriser la frontière danubienne,.
Les années 454-455 marquent un tournant : en novembre 454, Aetius est assassiné par Valentinien III, qui est lui-même assassiné le 17 mars 455 sur ordre du sénateur Pétrone Maxime, qui occupe le trône impérial jusqu'au 31 mai suivant. Quand les Vandales mettent Rome à sac en juin 455 à la suite de l'assassinat de Valentinien III, Marcien reste à l'écart, peut-être sous l'influence d'Aspar. Il envoie simplement un ambassadeur à Genséric pour demander la libération de l'impératrice douairière Licinia Eudoxia et de ses filles, emmenées comme otages en Afrique. Cherchant manifestement le compromis puisqu'il envoie un émissaire de confession arienne, il ne parvient pas à obtenir gain de cause. Son refus d'entrer en guerre contre les Vandales rejoint une politique extérieure qui rejette l'aventurisme et les expéditions aux coûts trop élevés. Théodore le Lecteur affirme cependant qu'il préparait une campagne contre les Vandales juste avant sa mort.
Le successeur de Pétrone Maxime, Avitus règne un peu plus longtemps (juillet 455-novembre 456). Comme Pétrone Maxime, il sollicite la reconnaissance de Marcien. Selon Hydace, un ambassadeur aurait été envoyé à Constantinople pour demander que Marcien et Avitus exercent le pouvoir « en concorde ». L'usage de ce dernier terme n'est pas très clair. Certains historiens estiment qu'il s'agit d'une preuve de reconnaissance. D'autres considèrent qu'il s'agit d'un élément de propagande au sein de l'Empire d'Occident ou bien d'une simple marque de cordialité de Marcien envers Avitus. Ainsi, Courtenay Edward Stevens y voit un geste diplomatique, sans impact juridique sur la relation entre les deux Empires. O. Stein met en exergue le fait que le nom d'Avitus ne figure pas sur les lois promulguées par Marcien, selon la coutume de collégialité théorique des empereurs, tandis que ses nominations consulaires ne sont pas reconnues non plus. Ralph Mathisen conclut pour sa part à l'absence de preuve directe d'une reconnaissance d'Avitus par son homologue d'Orient. Après la chute d'Avitus, déposé par le général Ricimer, l'Empire d'Occident connaît un interrègne de plusieurs mois, qui s'achève après la mort de Marcien. En définitive, il est possible de voir dans le règne de Marcien une inflexion dans la diplomatie de l'Empire d'Orient, qui se distingue de plus en plus de celle de son homologue d'Occident, comme en témoigne la passivité de Marcien quand Rome est directement menacée.

## Politique intérieure

### Réformes administratives et fiscales

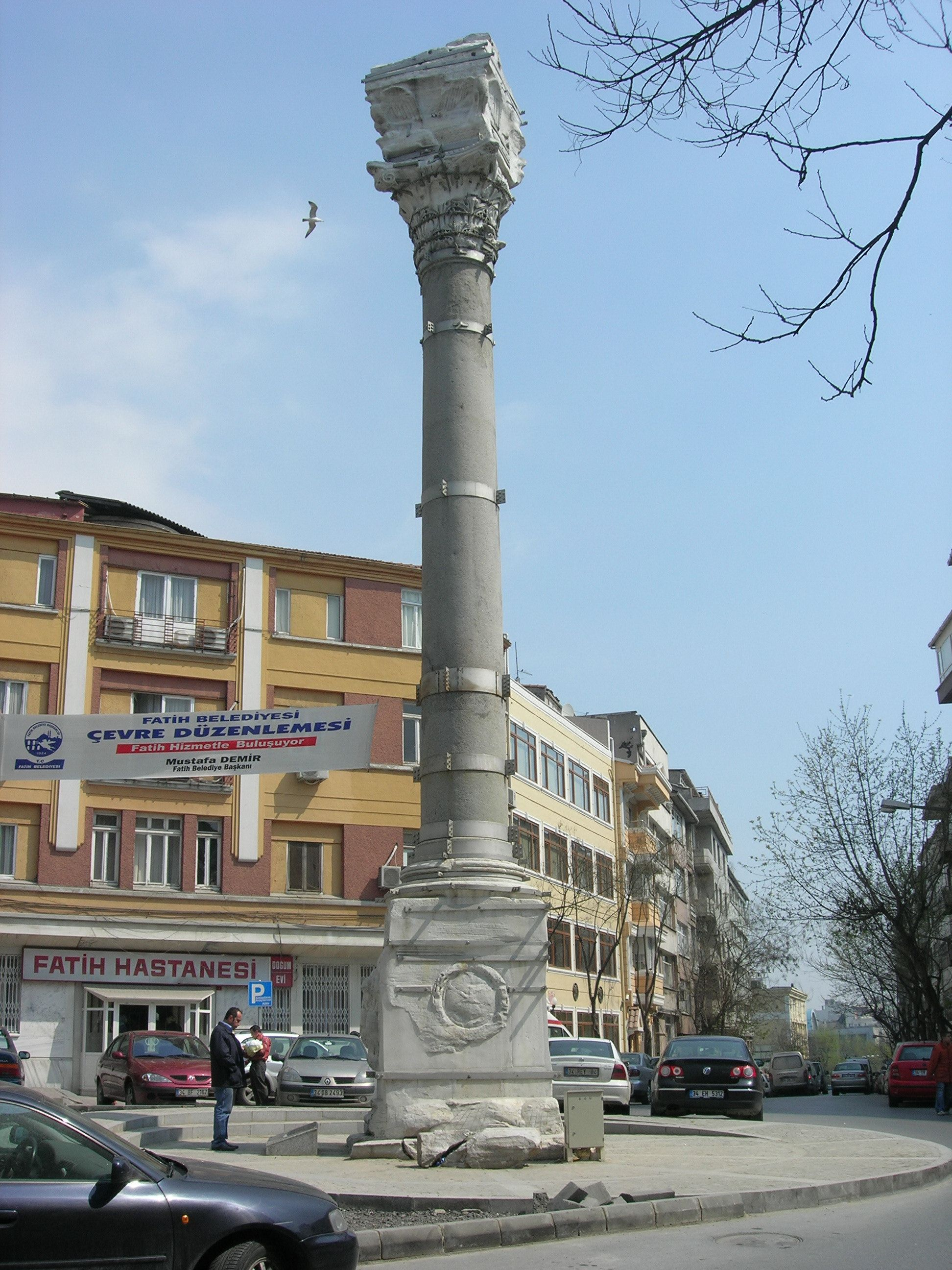
Photographie de la colonne de Marcien, érigée au début du règne de l'empereur, située aujourd'hui à Istanbul et autrefois dominée par une statue de Marcien, que certains historiens identifient parfois avec le colosse de Barletta, sans certitudes.

Au début du règne de Marcien, la situation économique de l'Empire est très fragile, en raison des tributs exorbitants payés à Attila. Marcien renverse cette tendance en évitant de lever de nouvelles taxes mais aussi en réduisant les dépenses. À son arrivée sur le trône, il annule toutes les dettes de l'État et tente d'améliorer l'efficacité de celui-ci de différentes manières. Il édicte plusieurs novelle ou codes de lois dont l'objectif est de combattre la corruption et les abus des fonctionnaires, fréquents sous Théodose. Cinq de ces textes nous sont parvenus.
Marcien impose que l'office de préteur ne soit décerné qu'à des sénateurs qui résident à Constantinople, pour éviter que cette charge ne soit vendue au plus offrant, et il fait des consuls les responsables de l'entretien des aqueducs de la capitale. En parallèle de cette mesure, il supprime les largesses consulaires qui consistent en une obligation pour les nouveaux consuls de distribuer des cadeaux souvent somptuaires à la population. Il abroge le follis, une taxe sur les propriétés des sénateurs, probablement pour s'attirer leur soutien alors qu'il n'est pas lui-même issu de l'aristocratie. Il revient en partie sur une loi de Constantin Ier qui dispose qu'un homme de rang sénatorial ne peut épouser une esclave, une affranchie, une actrice ou une femme sans statut social particulier (humiliores), loi dont l'objectif est de préserver la pureté des lignées sénatoriales. Marcien précise qu'une telle disposition ne peut exclure une femme de bon caractère, peu importe sa situation sociale. Au-delà, plusieurs juristes romains se sont interrogés sur le contour exact de la législation de Constantin, notamment si elle inclut ou non les femmes pauvres. L'interprétation de Marcien est négative, peut-être sous l'influence d'un christianisme qui met l'accent sur les valeurs morales plus que sur la richesse, même si cette interprétation reste incertaine car Marcien peut aussi veiller à mieux distinguer les citoyens libres, quel que soit le niveau de richesse, des esclaves ou des étrangers,.
Enfin, en évitant les guerres de grande envergure, Marcien contribue aussi à laisser un trésor excédentaire à sa mort, pour un total de 45 tonnes d'or.

### Constructions
Le préfet de Constantinople Tatianus fait ériger en 450 ou 452 une colonne dédiée à l'empereur. Toujours présente dans la ville d'Istanbul, elle se situe près de la branche nord de la Mésè, l'antique voie principale de Constantinople. Seule la statue de Marcien la couronnant a disparu,. Une autre statue à son effigie est placée sur le forum d'Arcadius, qui n'existe plus, aux côtés des représentations de ses prédécesseurs.
Marcien pourrait être à l'origine du chrysotriklinos (une sorte de salle de réception) au sein du Grand Palais. C'est ce qu'affirme les Patria de Constantinople, mais la Souda, grande encyclopédie datant du Xe siècle, l'attribue à Justin II, ce que retient la plupart des historiens modernes. Pour Jean Zonaras (1074-1159), Justin II aurait restauré une construction plus ancienne, peut-être le hall Heptaconque de Justinien.

## Entourage

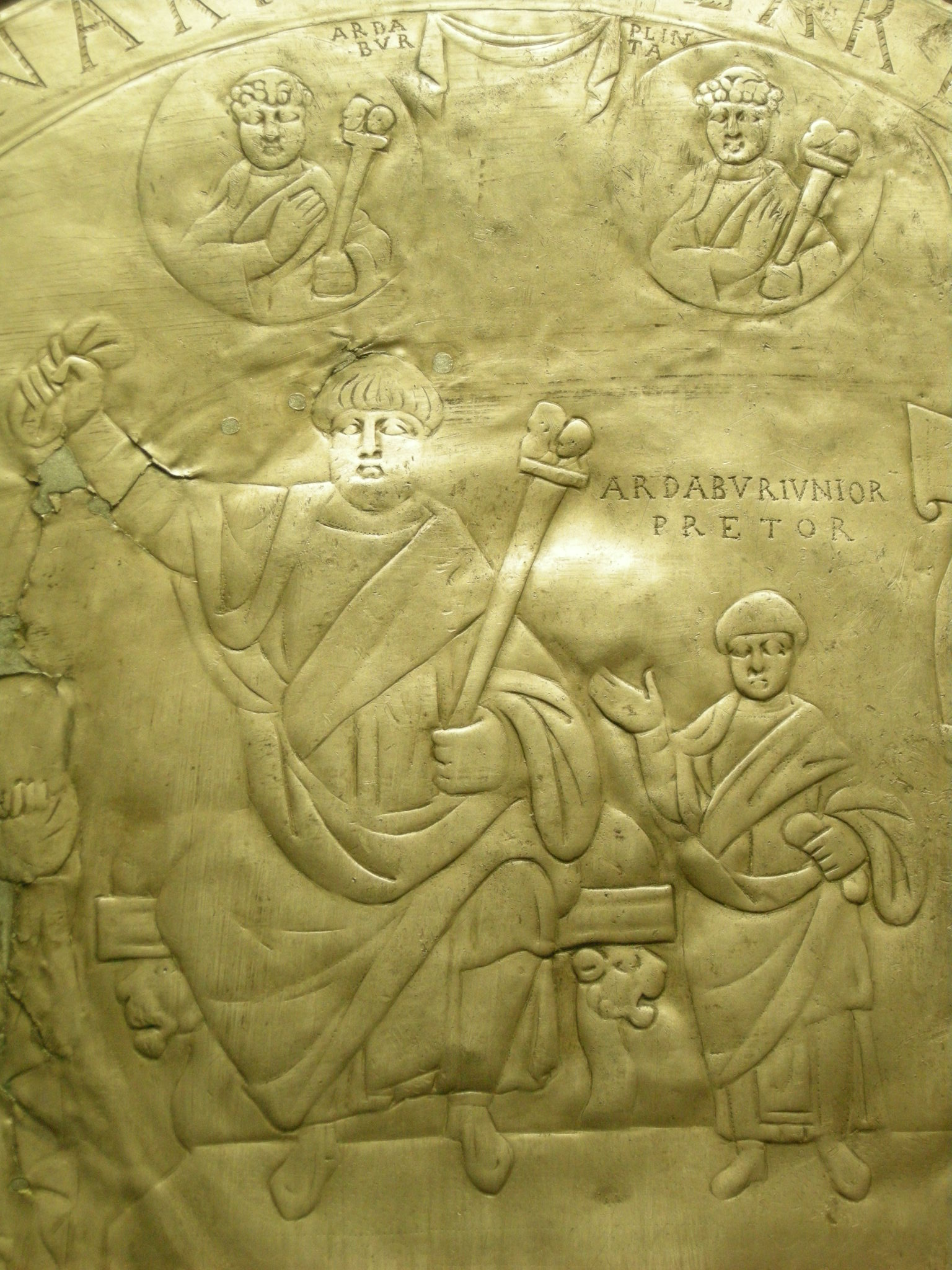
Missorium d'Aspar représentant celui-ci et son fils aîné, Ardabur. Conservé au musée archéologique de Florence.

### La cour
Quand Marcien devient empereur, ses proches sont Flavius Zénon, Pulchérie et Aspar qui jouent les premiers rôles à la cour impériale. Zénon, qui est un Isaurien, peuple d'Asie Mineure reconnu pour ses qualités militaires, se montre de plus en plus influent à Constantinople,, mais il meurt en 451 et Pulchérie meurt en juillet 453. Aspar a dès lors la haute main sur l’entourage direct de l’empereur, d’autant que son fils est promu comme maître des milices d’Orient. En dépit de leur position de force, Aspar et Ardabur évitent d'être trop visible, afin de ne pas s’aliéner les élites romaines de la capitale. De ce fait, il est difficile de connaître leur degré d’influence sur Marcien. En effet, les élites éprouvent toujours une certaine hostilité à l’égard des peuples germaniques et apprécient peu leur prépondérance dans certaines fonctions. Les autres conseillers de Marcien sont le maître des offices Euphémius, le préfet du prétoire d'Orient Palladius et le général Anatolius. En 453, Marcien organise le mariage de sa fille, Marcia Euphémia, née d'une première femme dont le nom ne nous est pas parvenu, avec Anthémius, un général de premier plan issu d'une puissante famille d'Asie Mineure. Marcien cherche certainement par ce mariage à se concilier une aristocratie dont il n'est pas issu. Anthémius bénéficie de diverses promotions, notamment celle de consul en 455, qui ont pu l'imposer à un moment comme un successeur désigné.
Plus largement, une tendance s'affirme alors : la promotion de personnalités venant d'Asie Mineure, dont les Isauriens ne sont qu'une composante, promotion géographique liée avec le soutien à la foi définie par le concile de Chalcédoine, très populaire en Asie Mineure. Parmi les dignitaires venant de cette région, il faut citer le préfet du prétoire d'Orient Constantinus, né en Phrygie et Studius, consul en 455 et fondateur du célèbre monastère du Stoudion, ainsi que les frères Tatianus et Illius.

### Les factions urbaines
Sous son règne, des troubles urbains causés par les factions sont signalés. Ces groupes de spectateurs, associés à l'une ou l'autre des équipes engagées dans les courses de chars à l'Hippodrome sont aussi régulièrement impliqués dans des formes de contestations politiques ou sociales.
Deux groupes se distinguent particulièrement : les Verts et les Bleus, parfois favorisés par un souverain au détriment de l'autre. En l'occurrence, Marcien semble plus proche des Bleus, surtout après l'exécution de Chrysagios, réputé favorable aux Verts. Une émeute éclate durant l'été 456 à l'instigation des Verts qui protestent contre ce favoritisme. En réaction, Marcien leur interdit l'accès aux fonctions civiles et militaires pour une durée de trois ans. Selon Jean Malalas, cet incident aurait été suffisamment sérieux pour aggraver l'état de santé déjà précaire du souverain.

## Politique religieuse

### Controverses christologiques

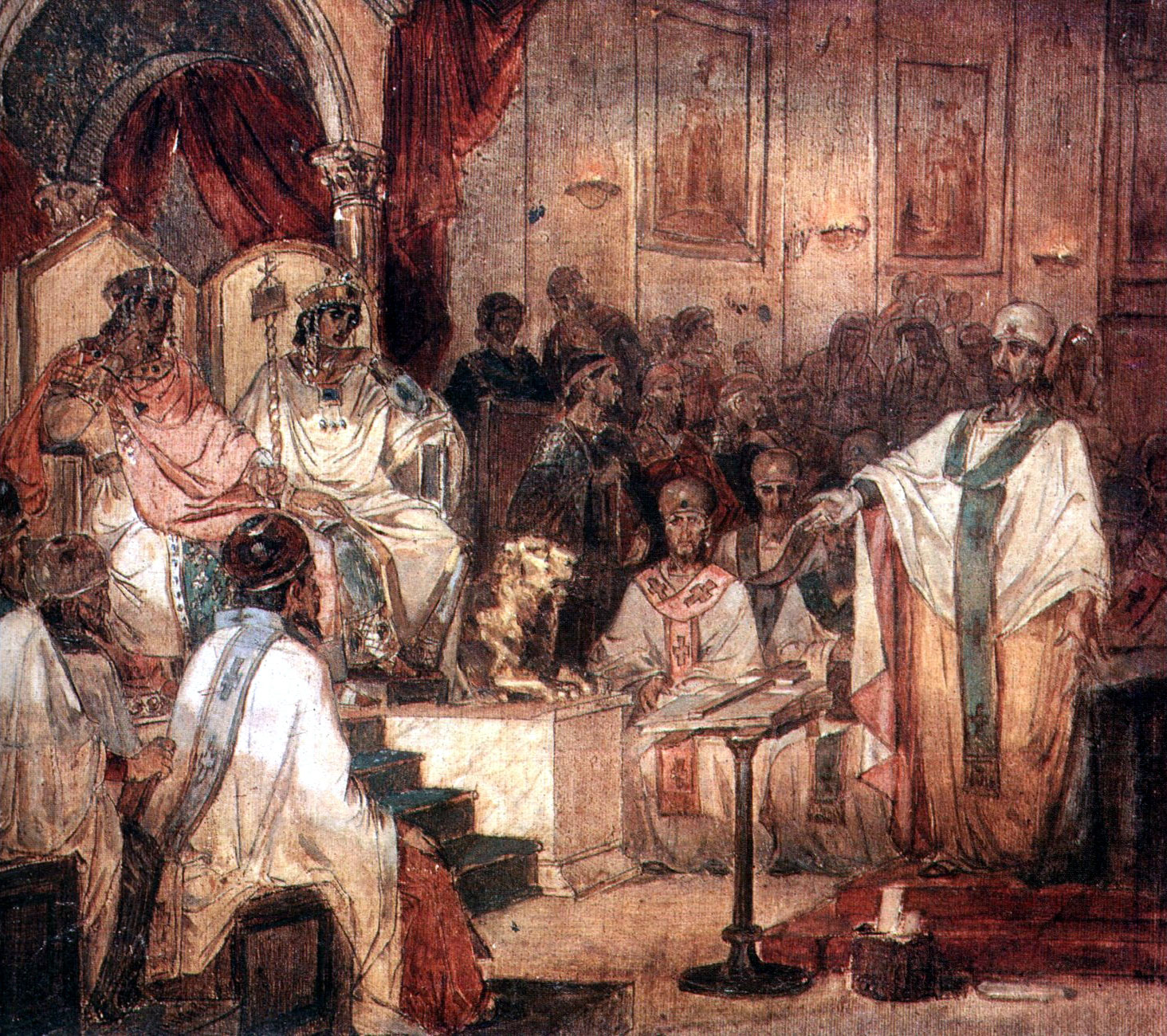
Le concile de Chalcédoine peint par Vassili Sourikov en 1876.

Au cours du Ve siècle, les questions religieuses sont de plus en plus clivantes au sein de la chrétienté, plus particulièrement autour de la nature du Christ. Dès le siècle précédent, l'émergence de l'arianisme crée des divisions, et le développement de l'école théologique d'Alexandrie, qui met l'accent sur la nature divine du Christ, engendre de nouvelles controverses. L'école théologique d'Antioche, représentée par des théologiens comme Théodore de Mopsueste, est aussi influente et appuie au contraire sur la nature humaine du Christ. Surtout, c'est la question de la relation entre ces deux natures qui exacerbe les clivages.
En 449, le deuxième concile d'Éphèse affirme que le Christ a une nature unique et qu'elle est divine, ayant absorbé sa nature humaine, ce qui soulève de nombreuses controverses car tout un pan de la chrétienté n'est pas représenté. Tant le pape que le patriarche de Constantinople s'opposent à cette conclusion et condamnent le miaphysisme prôné par ce concile,.

### Le concile de Chalcédoine
Dès son arrivée au pouvoir, Marcien se montre opposé aux conclusions du concile d'Ephèse et décide d'en convoquer un nouveau, pour clarifier le dogme universel. Pulchérie, très versée dans la théologie, pourrait l'avoir influencé. Il serait même possible qu'elle ait posé cette convocation en exigence pour son mariage. Dès 451, un concile est convoqué à Chalcédoine, proche de Constantinople et facilitant donc l'intervention impériale. Dans un premier temps, la ville de Nicée est aussi envisagée car elle revêt une grande importance religieuse, en raison du concile de Nicée I tenu en 325. Néanmoins, Chalcédoine, plus proche de la capitale a la faveur de Marcien, ce qui lui permet aussi de ne pas s'éloigner trop de la frontière danubienne alors menacée. Près de 500 évêques participent au concile, principalement issus de l'Empire d'Orient, même si deux légats y représentent le pape Léon Ier. Le concile condamne les conclusions d’Éphèse et s'accorde pour affirmer la double nature du Christ, divine et humaine, unie dans une même personne (union hypostatique), sans confusion, sans changement, sans division et sans séparation. Cette conception, qui reprend en bonne partie le Tome à Flavien édicté par le pape deux ans auparavant, constitue le symbole de Chalcédoine,.

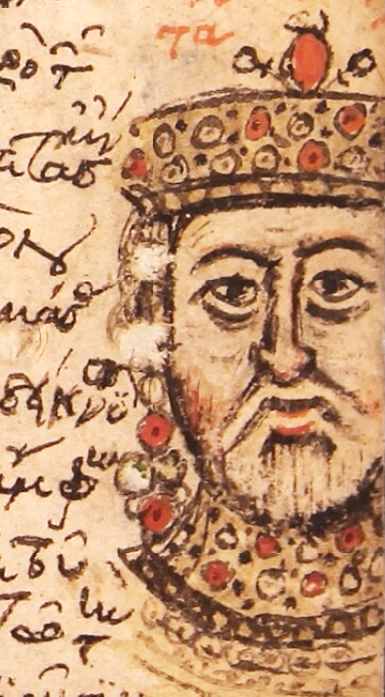
Portrait de Marcien dans le Mutinensis gr. 122, manuscrit du XV.

Le concile condamne également le patriarche d'Alexandrie, Dioscore Ier d'Alexandrie, qui a dirigé le concile d’Éphèse. Il en profite aussi pour réhabiliter les évêques Ibas d'Édesse et Théodoret et réaffirmer que le patriarcat de Constantinople arrive juste après Rome dans la hiérarchie ecclésiastique, avec la capacité de nommer les évêques de l'Empire d'Orient malgré l'objection papale,. Alexandrie s'oppose aussi à cette hiérarchie. À la fin du mois d'octobre, accompagné de sa femme, Marcien assiste à la présentation des conclusions du concile, auxquelles il donne son assentiment. Il demande aux participants de rester quelques jours de plus pour débattre de sujets théologiques secondaires, élevant notamment le siège épiscopal de Jérusalem au rang de patriarcat. Cette nécessité d'une sanction impériale souligne les difficultés du seul concile à imposer une théologie encore largement débattue et l'implication personnelle de Marcien lors de la session de clôture est largement utilisée pour appuyer l'autorité des décisions conciliaires, en particulier en Occident où l'opposition à toute autre doctrine religieuse est nettement rejetée. Luisa Andriollo note à cet égard que des passages de l'allocution supposée de Marcien servent à la papauté pour rappeler le dogme chalcédonien dans les controverses des décennies à venir et souligne l'impact du rôle de Marcien dans la définition de la place de l'Empereur en matière religieuse.

### Suites du concile

Schéma des divergences christologiques qui attisent les débats théologiques de l'époque. Alors que le nestorianisme affirme l'existence de deux natures séparées pour le Christ, le concile de Chalcédoine n'affirme que des natures distinctes mais néanmoins unies. Quant aux monophysites, ils affirment que la nature divine du Christ a absorbé sa nature humaine.

Le concile de Chalcédoine entraîne des divisions au sein du christianisme qui perdurent encore de nos jours. En Occident, les conclusions du concile sont largement acceptées et le pape s'assure de leur diffusion. À Constantinople, Marcien doit parfois user d'autorité et il fait afficher par une loi du 7 avril 452 une interdiction de contester les décisions du concile. En revanche, en Orient, la réception est largement plus problématique, dans des provinces généralement acquises au monophysisme. Plusieurs révoltes interviennent et sont réprimées dans le sang à Jérusalem, Antioche ou Alexandrie. Des partisans du concile sont tués, comme l'évêque de Scythopolis. À Jérusalem, les insurgés nomment un des leurs, Théodose, comme patriarche qui reste en place jusqu'en 453, à la place de Juvénal. Ce dernier doit faire appel aux troupes impériales pour récupérer son siège, sans parvenir à mettre au pas plusieurs communautés monastiques de la région.
C'est surtout en Égypte que la contestation est la plus rude et rend nécessaire un déploiement de forces quand Protérius est installé comme nouveau patriarche à Alexandrie, à la suite de la déposition de Dioscore. Il est d'ailleurs mis à mort dès l'annonce de celle de Marcien en 457,. Selon Alexandre Vassiliev, un profond ressentiment s'installe dans les communautés monophysites et nestoriennes des provinces orientales parfois rebelles au pouvoir de Constantinople. Pour cet historien, c'est même l'une des premières étapes vers l'éloignement de plus en plus grand de ces régions de l'Empire, jusqu'aux invasions arabes du VIIe siècle qui détachent définitivement la Palestine, la Syrie et l'Égypte du monde romano-byzantin. Cette interprétation, en partie contestée depuis lors, n'en garde pas moins une part de vérité quand elle souligne la discorde du monde chrétien d'alors. En outre, beaucoup de nestoriens trouvent refuge chez les Sassanides qui, s'ils n'ont pas adopté le christianisme, sont prêts à offrir l'asile à des adversaires potentiels de leur rival romain. Quoi qu'il en soit, durant plusieurs décennies, l'Empire d'Orient est confronté au défi de son unité religieuse, oscillant entre phases de répressions et essais de tolérances.

### Une christianisation en profondeur
En parallèle de cette politique de renforcement du dogme chrétien, Marcien contribue aussi à la marginalisation progressive du paganisme, toujours présent dans certains pans de la société byzantine. En 451, il décrète que toute personne se livrant à des rites païens se verra confisquer ses propriétés et sera condamnée à mort, tandis que tout temple païen fermé ne peut être rouvert. Pour s'assurer de la bonne application de ces mesures, tout fonctionnaire s'expose à une amende de vingt-trois kilogrammes d'or en cas d'inaction,.
Le soutien à des constructions d'églises ou de bâtiments religieux est un autre aspect de la politique religieuse de Marcien, en bonne partie influencée par Pulchérie. L'Empereur aurait patronné la construction de l'Église Sainte-Marie-des-Blachernes et le monastère de la Panaghia Hodegetria.

## Mort et succession

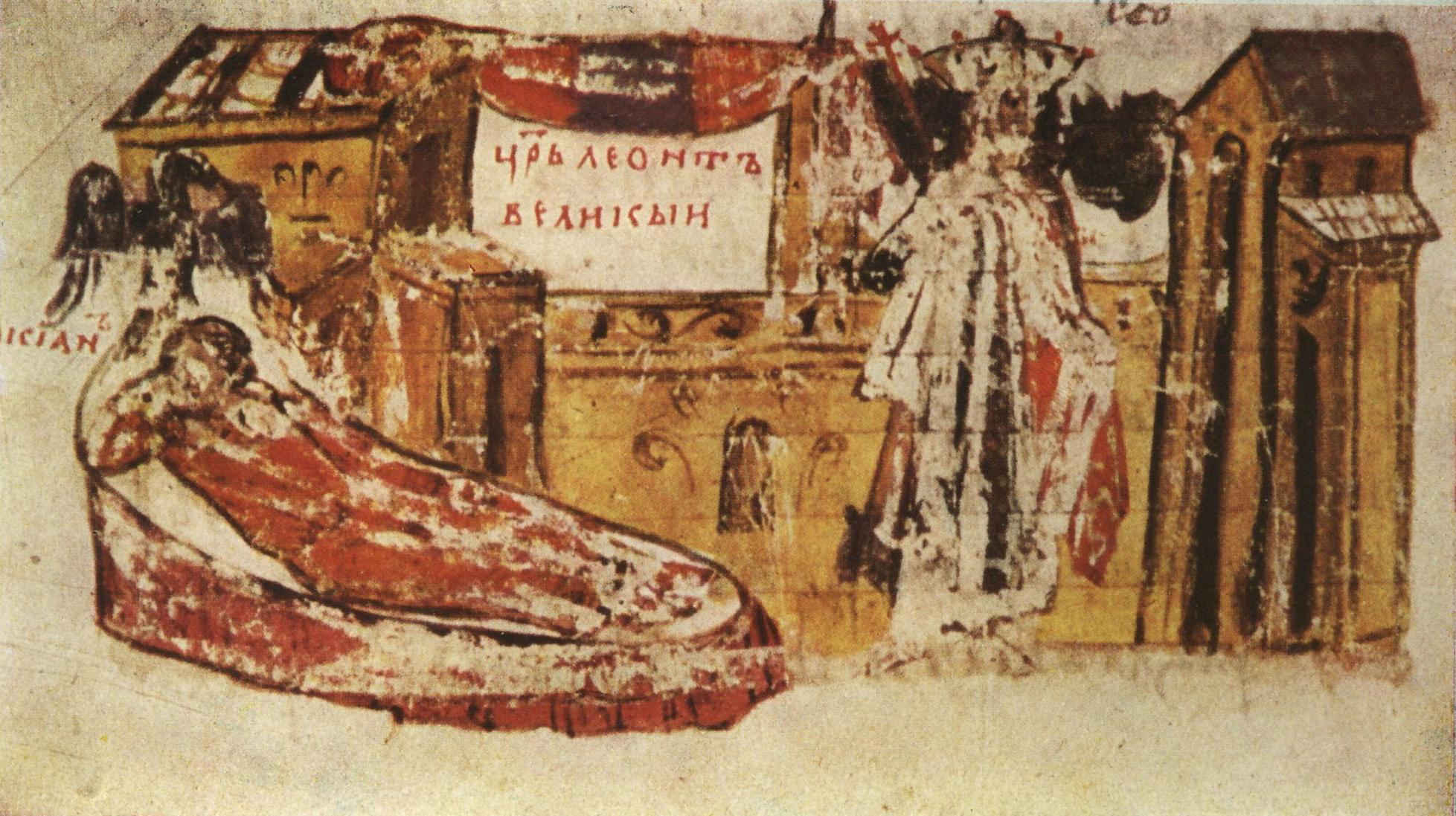
La mort de Marcien, auquel succède Léon Ier, représentée dans la chronique de Constantin Manassès.

Selon Théodore le Lecteur, Marcien meurt le 27 janvier 457, mais cette date fait encore débat : Ernst Stein situe la mort de l'empereur à la fin du mois, Otto Seeck entre le 26 janvier et le 7 février. Selon Théodore, il aurait participé le 26 janvier à une procession vers le quartier de l'Hebdomon, malgré une inflammation possiblement liée à la goutte, quand il aurait vu son état se dégrader subitement, aboutissant à son décès le lendemain. Cette information est notamment confirmée par Théophane le Confesseur. La cause de sa mort serait la gangrène,.
Il est inhumé dans l'église des Saints-Apôtres de Constantinople, aux côtés de Pulchérie, dans un sarcophage en porphyre décrit par Constantin VII au Xe siècle.
En dépit de l'importance acquise par son gendre Anthémius, c'est Aspar qui contrôle le processus de succession, lui préférant son protégé, Léon Ier. Anthémius, soutenu par Léon Ier, parviendra au pouvoir dans l'Empire d'Occident (de 467 jusqu'en 472) sous le contrôle de Ricimer. Le fils d'Anthemius et petit-fils de Marcien, Marcianus, épouse la fille de Léon, Léontia, assurant une forme de continuité dynastique entre la famille de Marcien et celle de son successeur.

## Historiographie et postérité

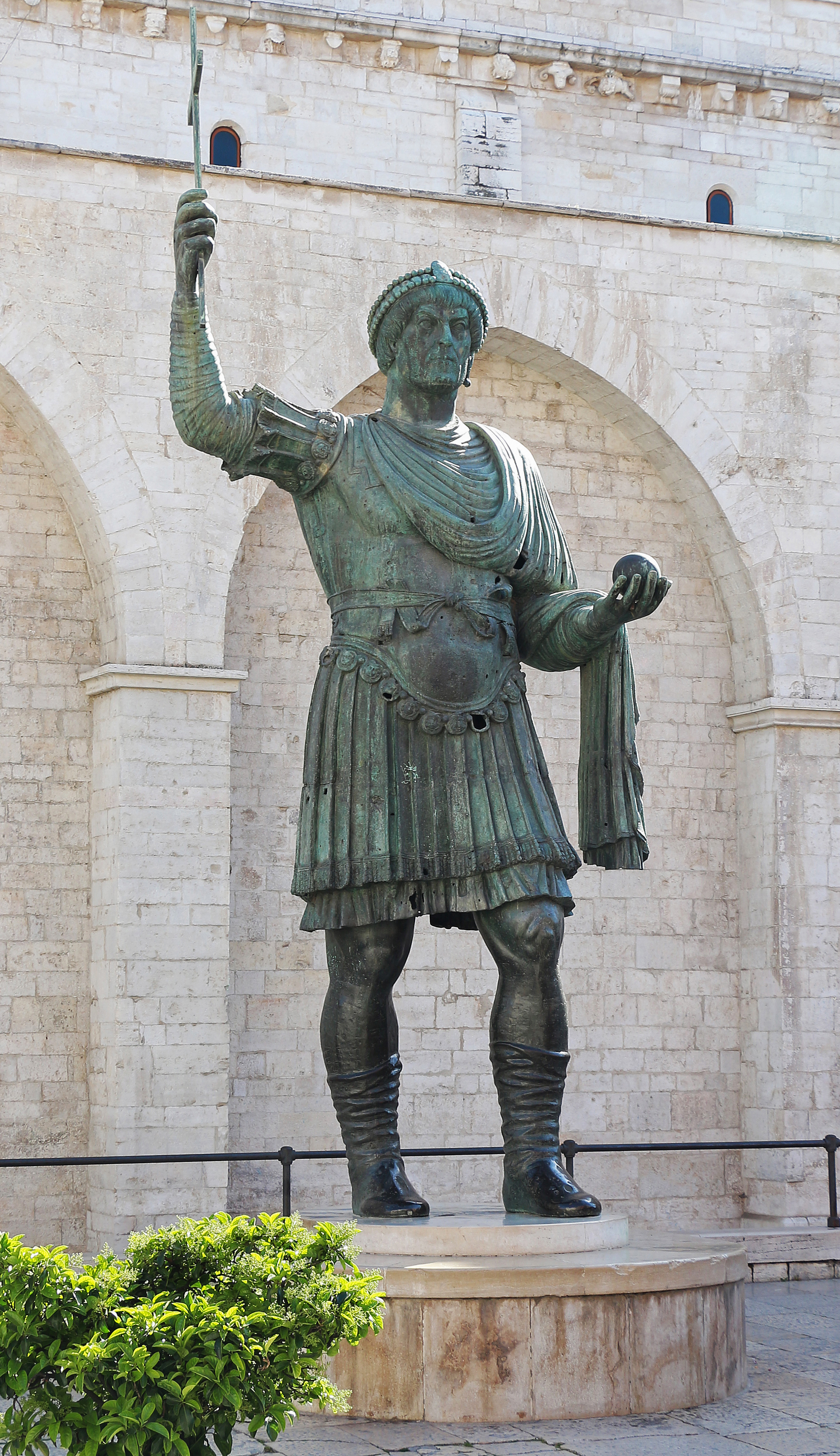
Le colosse de Barletta est une statue aux dimensions imposantes, réalisée vraisembablement au V et qui représente un souverain romain dont l'identité reste discutée. Marcien demeure l'une des hypothèses les plus souvent avancées.

Le règne de Marcien demeure imparfaitement connu en raison du nombre relativement limité de sources abordant la période en détails, d'autant que plusieurs textes ont disparu, ce qui peut expliquer que les recherches à son sujet sont peu nombreuses. Néanmoins, plusieurs chroniqueurs, qui lui sont plus ou moins contemporains, ont décrit son règne, notamment Jean Malalas, Évagre le Scholastique qui s'attarde surtout sur les affaires religieuses, Théophane le Confesseur qui s'appuie probablement sur des écrits perdus. Les avis de ces chroniqueurs sont assez variables. Évagre célèbre son sens de la justice et le qualifie de tendre, écrivant que, dénué de droit de naissance, c'est par sa vertu qu'il accède au trône. Plus tardif, Théophane célèbre sa piété, ce qui va de pair avec la place qu'il occupe comme défenseur de l'orthodoxie avec la convocation du concile de Chalcédoine. Jean de Nikiou, de confession monophysite, est autrement critique envers Marcien, qualifié d'hérétique. Il incarne une tradition monophysite qui lui est largement hostile et n'hésite pas à mettre l'accent sur son impiété et les conditions de sa venue sur le trône, par la corruption de l'esprit de Pulchérie alors vouée à la chasteté mais détournée de cette voie par Marcien.
D'autres auteurs en Occident évoquent Marcien, comme Hydace de Chaves, qui lui est contemporain, et particulièrement Priscus qui figure parmi les sources les plus sérieuses pour cette époque. Diplomate à la cour impériale et ambassadeur auprès d'Attila en 449, il se rend en différents points de l'Empire, notamment en Égypte et il est donc particulièrement bien informé, en particulier pour les affaires étrangères, même si seuls des fragments de son récit sont accessibles,. Les actes du concile de Chalcédoine permettent aussi d'appréhender le contexte religieux de son temps et fournissent un matériau précieux pour l'analyse prosopographique de l'élite impériale d'alors,.
Dans la tradition byzantine et chrétienne orientale, deux visions s'affrontent sur la postérité de Marcien. Les auteurs monophysites, qui rejettent le concile de Chalcédoine, lui sont largement hostiles et insistent sur son incompétence, son impiété ou encore sa luxure. Les auteurs qui diffusent cette vision sont notamment Zacharie le Rhéteur, Jean Rufus ou le Pseudo-Denys l'Aréopagite qui n'hésitent pas à accuser Marcien d'hérésie. Cette tradition perdure plusieurs siècles, comme chez Michel le Syrien, qui écrit sa Chronique universelle au XIIe siècle et décrit Marcien comme . En revanche, les historiens byzantins font souvent référence au règne de Marcien comme à un âge d'or, marqué par une certaine stabilité intérieure et des frontières solides, et une restauration de la foi religieuse au travers du concile de Chalcédoine, dont les conclusions sont largement suivies par les auteurs impériaux postérieurs,. Des auteurs plus modernes comme Edward Gibbon suivent souvent cet avis. L'historien britannique affirme qu'il « possédait le courage et le génie pour ranimer un Empire presque anéanti ». Louant son expérience militaire et la modestie de ses origines qui impliquerait son humilité, il souligne le contraste avec Arcadius et Théodose, suspects de passivité. Les historiens modernes se distancient généralement de ces appréciations mais ne s'accordent pas complètement sur les mérites à accorder à Marcien. Souvent considéré comme un exemple de la résistance romaine face aux Huns, des historiens comme Edward Thompson ou Arnold Hugh Martin Jones soulignent surtout les circonstances favorables qui permettent à son règne d'être préservé de menaces vitales ou de périls importants. Thompson affirme aussi que son règne, tourné vers des élites qu'il cherche à se concilier, explique largement les échos favorables qu'il reçoit des auteurs liés à l'Empire, qui doivent donc être pris avec précaution. D'autres études mettent plutôt l'accent sur les relations privilégiées qu'il a entretenues avec l'élite militaire et son impact sur une politique étrangère plus offensive tout en restant prudente.
Contemporain d'événements qui précèdent de peu la chute de l'Empire d'Occident, Marcien apparaît parfois dans des œuvres artistiques. Il est l'un des personnages du péplum américain Le Signe du païen (1954) de Douglas Sirk, dans lequel il incarne un centurion romain qui parvient sur le trône et mène la lutte contre Attila. Il représente une forme d'archétype de l'homme fort qui parvient à renverser un ordre politique romain que les péplums décrivent souvent comme corrompu. Il est aussi présent dans la comédie de Pierre Corneille Pulchérie, qui s'inspire librement des conditions de son accès au trône, en insistant sur les vertus de l'impératrice.
En raison de son rôle important dans la convocation du concile de Chalcédoine, Marcien est canonisé et est fêté le 17 février.